# Christian Suárez
Christian Andrés Suárez Valencia (Guayaquil, 2 novembre 1985) è un ex calciatore ecuadoriano, di ruolo attaccante.

## Carriera

### Club
Ha giocato la maggior parte della sua carriera in Ecuador, rispettivamente nel Deportivo Azogues, nell'LDU Quito, nell'Olmedo e nell'El Nacional. Nel 2010 si trasferisce in Messico per giocare con il Necaxa e con il Santos Laguna.

### Nazionale
Conta 10 presenze e 3 reti nella nazionale ecuadoriana.

## Palmarès

### Club
- Coppa Libertadores: 1

LDU Quito: 2008